# Pipe Band

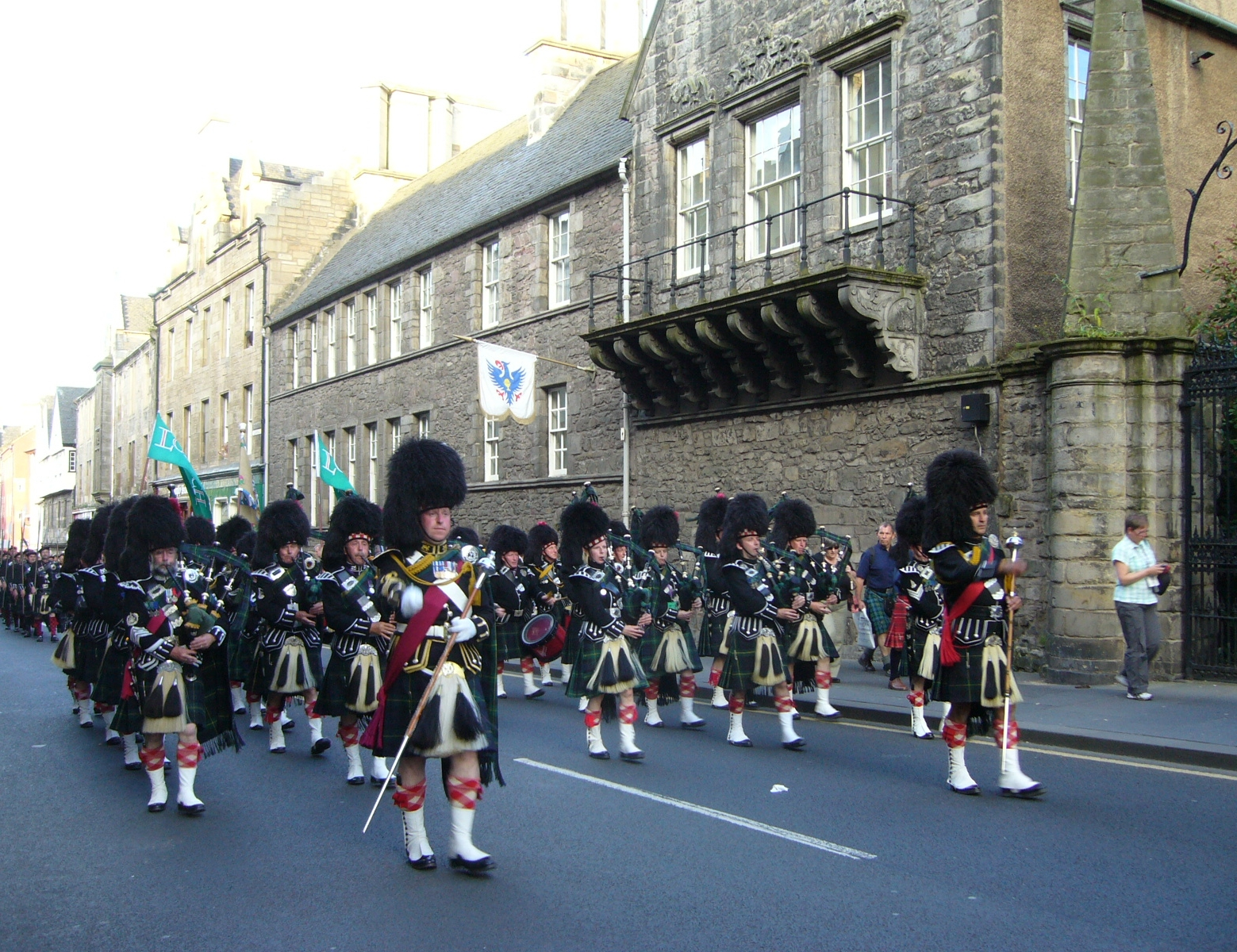
Lonach Pipe Band, Edinburgh Schottland, 2009

Eine Pipe Band ist eine Musikgruppe, deren Besetzung aus Dudelsäcken (Pipes) und Trommeln (Drums) besteht. Die daraus resultierende Bezeichnung Pipes and Drums, unter anderem für militärische Pipe Bands, ist daher auch gebräuchlich.
Eine Pipe Band setzt sich aus Dudelsackspielern (Pipern) mit Great Highland Bagpipes (kurz Pipes), Trommlern mit schottischen Marschtrommeln (Pipe Band Snare Drums oder Sidedrums), Trommlern mit Tenortrommeln (tenor drums) und normalerweise einem, teilweise zwei Trommlern mit einer Großen Trommel (bass drum) zusammen. Die Trommler mit tenor drums und bass drums werden als bass section (auch midsection) bezeichnet, die Gesamtheit der Trommler wird als drum corps bezeichnet. Die Band wird musikalisch von einem Pipe Major geleitet. In Marschformation im Rahmen einer Parade kann sie auch von einem Drum Major angeführt werden, der die Band mit einem Tambourstab (mace) dirigiert. Die Standardbesetzung einer Pipe Band besteht aus 6 bis 25 Pipes, 3 bis 10 Snare Drums, ein bis sechs Tenor Drums und einer Bass Drum. Diese Instrumentation kann um weitere Instrumente erweitert werden (zum Beispiel zusätzliche Schlaginstrumente oder Tasteninstrumente), allerdings erfolgt das meist nur in Konzertbesetzungen.
Pipe Bands entwickelten sich in den schottischen Regimentern der britischen Armee im 19. Jahrhundert. Diese Tradition breitete sich ebenfalls in den früheren britischen Kolonien wie Kanada, Australien, Neuseeland, den Vereinigten Staaten, oder auch in anderen Staaten des britischen Commonwealth aus. Zusätzlich findet sich diese Tradition in zahlreichen anderen Ländern, hauptsächlich in Gebieten mit keltischen Wurzeln: Irland (ca. 1900), die Bretagne (1940er Jahre), und in den Regionen Galizien, Asturien und Kantabrien in Nordspanien.
In Deutschland führte die Stationierung von britischen Truppen nach dem Zweiten Weltkrieg zur Gründung von deutschen Bands. Als älteste deutsche Pipeband gilt die Clan Pipers – Frankfurt and District Pipe Band, welche 1974 gegründet wurde. Laut Übersicht der Bagpipe Association of Germany e. V. (BAG) existieren in Deutschland aktuell 91 Pipe Bands.

## Geschichte
Die Wurzeln der Pipe Bands liegen im militärischen Bereich, sind allerdings in großen Teilen nicht belegt, da sich die zeitgenössischen Regimentsaufzeichnungen nicht auf das Dudelsackspiel konzentrierten. Laut der Royal Scottish Pipe Band Association lassen sich die Ursprünge der militärischen Pipe Bands bis in die Anfänge des neunzehnten Jahrhunderts zurückverfolgen, als Piper im Militärdienst begannen, auf langen Märschen musikalisch in ihren jeweiligen Regimentern Tempo und Moral aufrechtzuerhalten. Die weltweite Verbreitung der Pipe Bands kann auch direkt mit der kolonialen Expansion Großbritanniens in Verbindung gebracht werden. Dudelsackspieler und Trommler in Diensten der britischen Armee und schottische Auswanderer trugen die traditionelle schottische Musik und die damit verbundene Kultur in die jeweiligen Kolonien.
Es ist überliefert, dass Piper seit frühesten Zeiten im schottischen Militär dienten. Bei den Royal Scots gibt es Aufzeichnungen über Dudelsackspieler, die bis in das frühe siebzehnte Jahrhundert zurückreichen. In dieser Zeit wurden von den Offizieren der Regimenter Soldaten als private Piper angestellt. Gleichzeitig wurden unzählige andere Soldaten während ihres Dienstes an der Great Highland Bagpipe ausgebildet. Die Begeisterung der englischen Königin Victoria für die Traditionen des schottischen Hochlandes führte dazu, dass während ihrer Regierungszeit das Kriegsministerium beschloss, jedem Bataillon der Hochlandregimenter fünf Piper und einen Pipe Major zuzuordnen und entsprechend zu entlohnen. Alle weiteren Musiker einer Pipe Band wurden und werden auch heute noch aus dem Officers’ Mess Fund des Bataillons bezahlt.

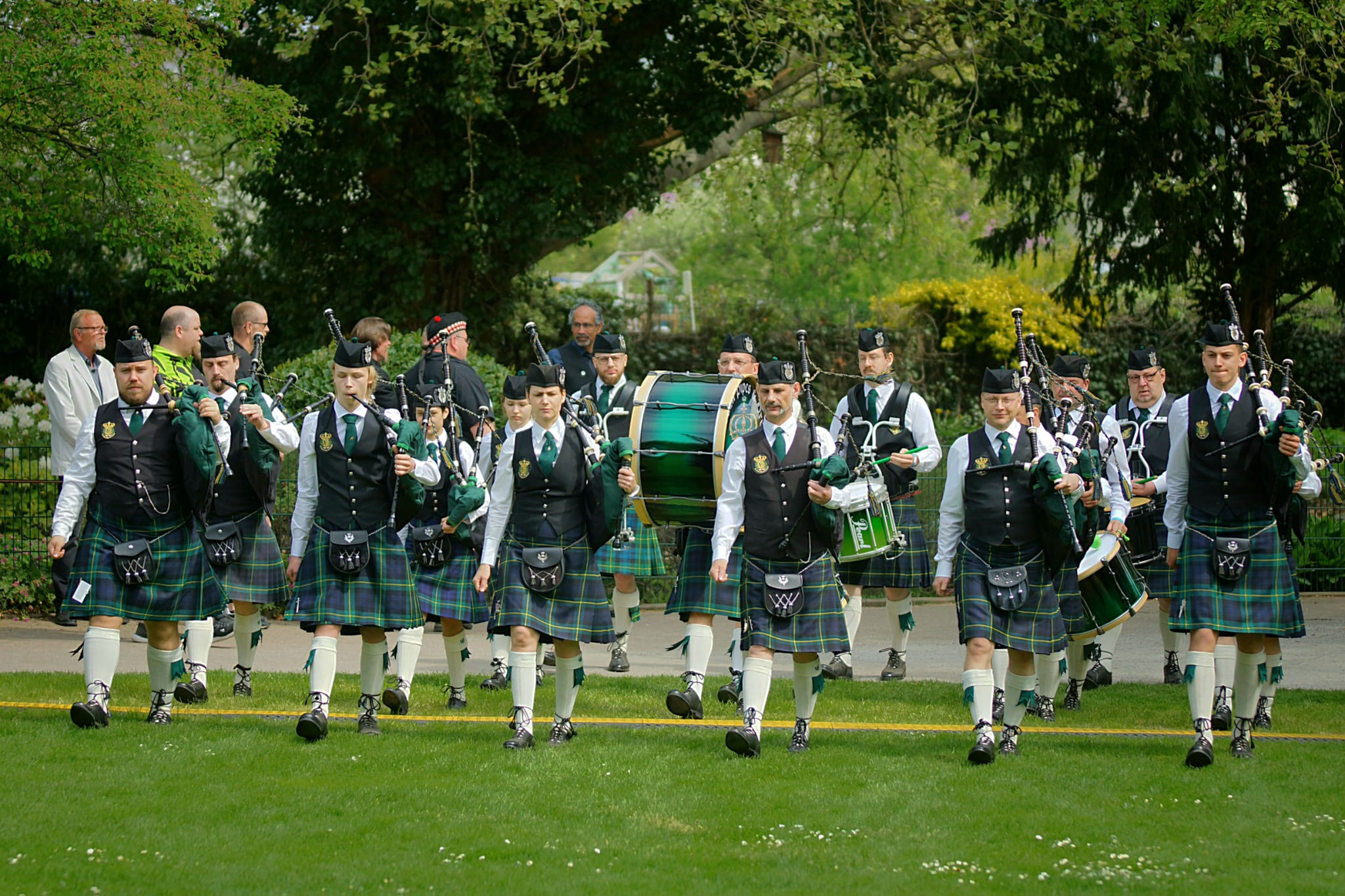
Dresden Pipes & Drums

Das Zusammenspiel von Pipes und Drums entstammt wahrscheinlich der Tradition der Trommler und Pfeifer, die in Süddeutschland bereits in den Zeiten der Landsknechte im 16. Jahrhundert als sogenanntes „Spil“ militärische Signale und Marschbefehle gaben. Die Trommel, als das älteste Instrument der Militärmusik, schlug den Takt beim Marschieren, warnte die Truppe vor herannahenden feindlichen Verbänden und begleitete Verurteilte zum Richtplatz. Zum Vier- oder Fünftakt der Trommeln wurden rhythmische Lieder gesungen, um dem Feind Schrecken einzujagen und den eigenen Leuten Mut zu machen. Zur Landsknechttrommel gesellte sich die Querpfeife, auch „Flute Allemande“ oder „Schweitzerpfeiff“ genannt.
Bis zum Ausbruch des Ersten Weltkrieges repräsentierten Pipe Bands in der britischen Armee die schottische Kultur. Jedoch wurden militärische Piper im Krieg häufig getötet oder verletzt, was dazu führte, dass das Spielen des Dudelsacks in den Schützengräben verboten wurde. Dieses Verbot wurde allerdings nicht immer beachtet. Zum Beispiel wurde der kanadische Dudelsackspieler James Richardson 1916 für das Spielen im Gefecht mit dem Victoria Cross ausgezeichnet. Überliefert ist auch der Einsatz von Pipes im Zweiten Weltkrieg insbesondere in El Alamein, Dieppe, an den Stränden der Normandie und bei der Überquerung des Rheins. Die Calgary Highlanders zogen zum ersten Mal am Hügel 67 während der Landung in der Normandie in den Kampf, während die Piper der Kompanie spielten, das einzige Mal, dass dieses Regiment das tat. Bekannt für sein Spiel während der Landung in der Normandie unter dem Kommando von Lord Lovat wurde der Piper Bill Millin, der mitten im Kriegsgeschehen am Sword Beach Dudelsack spielte.
Piper im Militärdienst waren ebenfalls in den beiden Golfkriegen im Einsatz.

## Militärische Pipe Bands
Pipe Bands sind seit langem Teil der militärischen Tradition, vor allem in Großbritannien und seinen ehemaligen Kolonien. Viele der Standardmelodien finden sich sowohl im militärischen als auch im zivilen Pipe-Band-Repertoire. Gleichzeitig gibt es viele Gemeinsamkeiten in Bezug auf den musikalischen Stil, historische und musikalische Einflüsse sowie Kleidung und Auftreten.
Die Musiker in den Pipe Bands der britischen Armee dienen als Sanitäter und spielen bei militärischen Einsätzen eine nachgeordnete Rolle. Anders in den schottischen oder irischen Infanterieregimentern. Dort bilden die Pipes and Drums einen Maschinengewehr- oder Mörserzug (ähnlich dem Drum Corps in einem englischen oder walisischen Infanterieregiment). Folglich müssen die Mitglieder der Pipes and Drums nicht nur Musiker sein, sondern auch für den Kampf ausgebildete Soldaten. Im Gegensatz zu Musikern, die dem Royal Corps of Army Music angehören, gehören die Pipes and Drums zu dem Regiment, in welchem sie dienen, und sind in erster Linie Soldaten.
In anderen Teilen der Welt sind die militärischen Pipe Bands in der Regel Teil eines Reserveregiments und nehmen auch zivile Mitglieder in ihre Reihen auf.
Die britische Armee betreibt eine eigene Ausbildungsstätte für Musiker von Pipe Bands, die Army School of Bagpipe Music and Highland Drumming, in Edinburgh. Um sich als Pipe Major oder Drum Major in den Pipes and Drums eines Regiments der britischen Armee zu qualifizieren, müssen die Kandidaten eine Reihe von Kursen an der Schule erfolgreich absolvieren.

## Musik
Die Musik von Pipe Bands entstammt hauptsächlich der schottischen, der irischen und der bretonischen Tradition, entweder in Form von traditionellen Volksmelodien und -tänzen oder populärer Musik, die für Pipe Bands arrangiert wurde. Beispiele sind Märsche, langsame Airs, Jigs und Reels sowie Strathspeys. In der jüngeren Vergangenheit legt man allerdings viel Wert auf neuere musikalische Formen, insbesondere auf die Suite. Ein Beispiel für eine Pipe-Band-Suite ist Don Thompsons Komposition Journey to Skye (1987).
In der ursprünglichen Musik von Pipe Bands haben die unterschiedlichen Instrumente verschiedene Funktionen. Die Pipes liefern das melodische und harmonische Material, während die Snare Drums mit Rhythmus und Dynamik begleiten. Die Tenor Drums liefern rhythmische Impulse und die Bass Drum bildet das rhythmische Fundament.

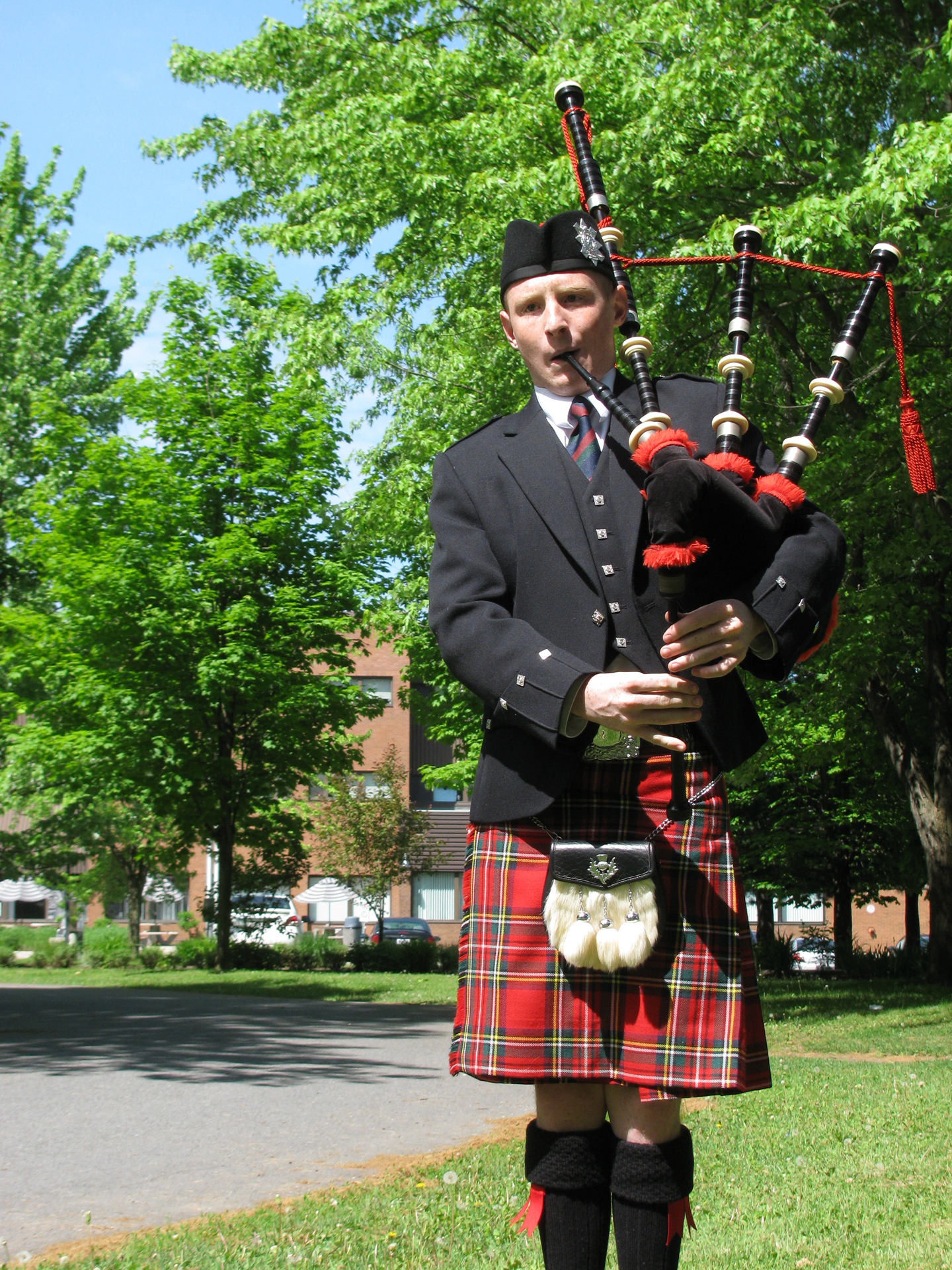
Dudelsackspieler

### Pipes
Die Pipes sind für die Melodie verantwortlich. Sie spielen im Allgemeinen gemeinsam eine Unisono-Melodie auf ihrer Spielpfeife (dem Chanter), wobei die Bordunpfeifen (die so genannten Drones) die harmonische Unterstützung liefern und den Klang ausfüllen.
Ist eine Harmonie vorhanden, handelt es sich in der Regel um eine zweistimmige Harmonie, die meist im Verhältnis 2:1 notiert wird (zwei Drittel der Musiker auf der Melodie und ein Drittel auf dem Harmonieteil). Aufgrund des begrenzten Tonumfangs der Chanter sind die harmonischen Möglichkeiten des Dudelsacks eingeschränkt, aber eine gut arrangierte Harmonie kann in einer guten Zusammensetzung der Band effektiv umgesetzt werden. Die Harmonien der Pipe Bands werden oft als „Seconds“ bezeichnet. Diese Bezeichnung ist als zweite Stimme zu verstehen und steht in keinem Zusammenhang zum Tonintervall. Tatsächlich kommen Sekundenintervalle in Harmoniestimmen einer Pipe Band eher selten vor. Stattdessen sind es die konsonanten Intervalle, die betont werden, wie perfekte Quarten und Quinten, und noch häufiger parallele Terzen und Sexten.
In zeitgenössischen Arrangements hat sich eine Verschmelzung von Harmonie und Melodie durchgesetzt, die als „Counter Melodie“ bezeichnet wird. Diese Melodie ähnelt einem Harmonieteil, unterscheidet sich aber dadurch, dass sie eine eigene melodische Linie hat. Die „Counter Melodie“ kann einen völlig anderen thematischen Ansatz verfolgen und den Fluss und die Atmosphäre des melodischen Unisonos dramatisch verändern. Diese Technik ist relativ neu in der Pipe-Band-Szene und erfordert in den meisten Fällen Geschicklichkeit und Timing, um ein vollständiges Unisono zu erreichen.

### Drum Corps
Das Drum Corps einer Pipe Band besteht aus Snare Drums, und der Bass Section und hat verschiedene Aufgaben in der Pipe Band. Da Pipes keine Möglichkeit der Dynamik in ihrem Spiel haben, übernehmen die Snare Drums in einem Drum Corps neben rhythmischen Aufgaben auch die Funktion der dynamischen Gestaltung. Die Aufgabe der Bass Section ist es, das gesamte Ensemble rhythmisch zu unterstützen und das musikalische Zeitmaß zu halten. Damit erlaubt die Bass Section den Snare Drums eine größere Freiheit im Spiel, da sie diese Aufgabe nicht übernehmen müssen. Im Allgemeinen sorgt die Bass Drum für einen gleichmäßigen Puls, indem sie auf den betonten Schlägen des Taktes spielt, und wird dabei von den Tenor Drums unterstützt, die oft hierzu Schläge, Akzente und dynamische Betonungen hinzufügen.

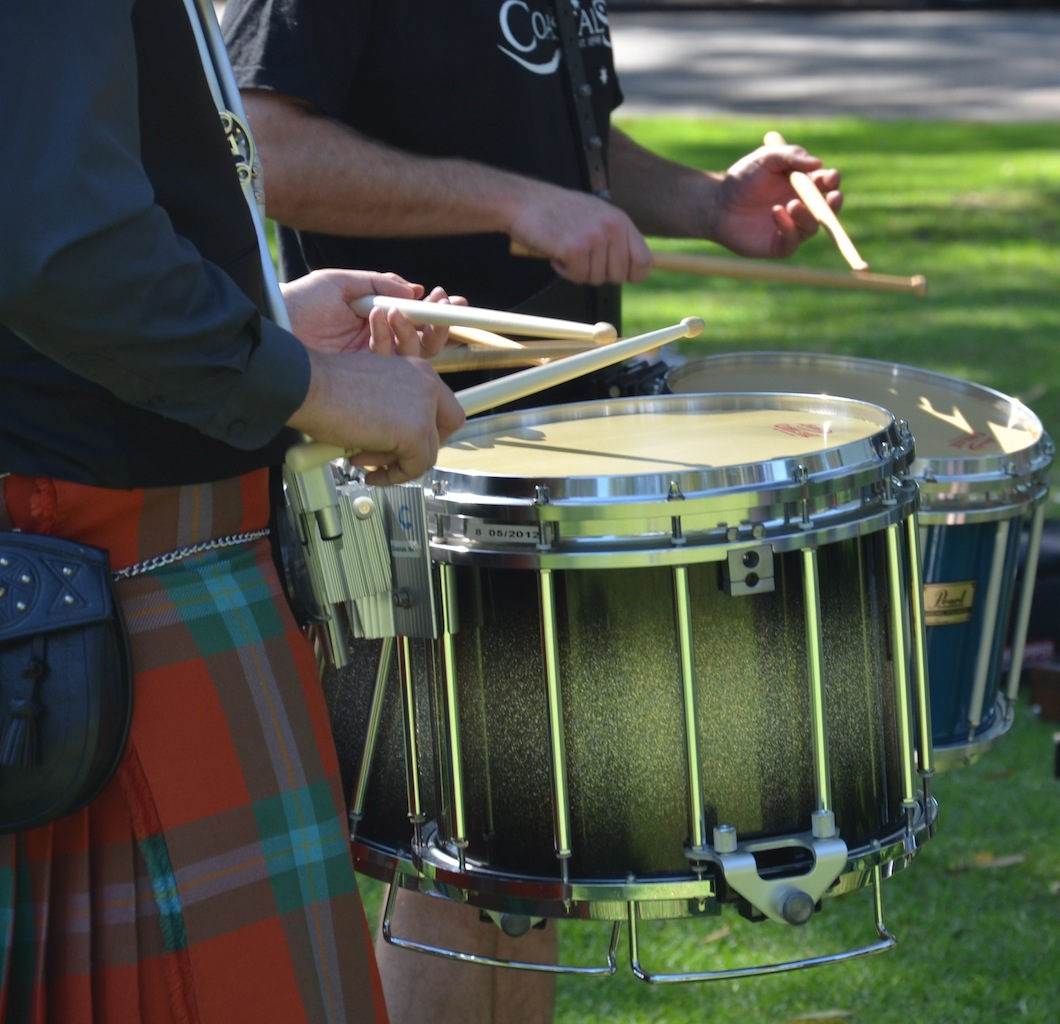
Trommler mit Pipe Band Snare Drums

#### Snare Drums
In der Anfangszeit der Pipe Bands waren Marschtrommeln mit Seilspannung üblich, als die Tonhöhen der Dudelsäcke aber höher wurden, verlangte das vom Drum Corps ebenfalls einen höheren Ton. Die schottischen Marschtrommeln haben sehr stabile Schlagfelle aus Kevlar, welche eine sehr hohe Fellspannung erlauben, um dadurch einen sehr knackigen Klang zu erzeugen. Da die heutige Trommel aufgrund ihrer Konstruktion einfacher zu spielen ist, sind die Trommler oft in der Lage, extrem komplizierte und technisch anspruchsvolle rudimentäre Schlagfolgen auszuführen.
Das Drum Corps ist für ein solides rhythmisches Fundament in der Pipe Band verantwortlich, wobei es häufig auch mittels interessanter kontrapunktischer Linien einen Gegenpol zur Melodie der Pipes schafft. Der von den Snare Drums gespielte Rhythmus (der so genannte Drum Score) basiert in der Regel auf rudimentären Schlagfolgen und kann oft komplex, mit Solo-, Unisono- und kontrapunktischen Passagen gestaltet sein. Ein beliebtes Muster in vielen Drum Scores ist, dass der Leading-Drummer eine Phrase spielt und die anderen Trommler als Antwort darauf spielen. Diese Technik wird als „Seconds“ oder „Unisons“ bezeichnet (manchmal auch als „Chips“ oder „Forte“).
Während es in Pipe Bands üblich ist, dass die Pipes die traditionellen oder Standard-Arrangements der Melodien, einschließlich der Verzierungen spielen, werden Schlagzeugpartituren sehr oft vom Leading Drummer der Band komponiert.

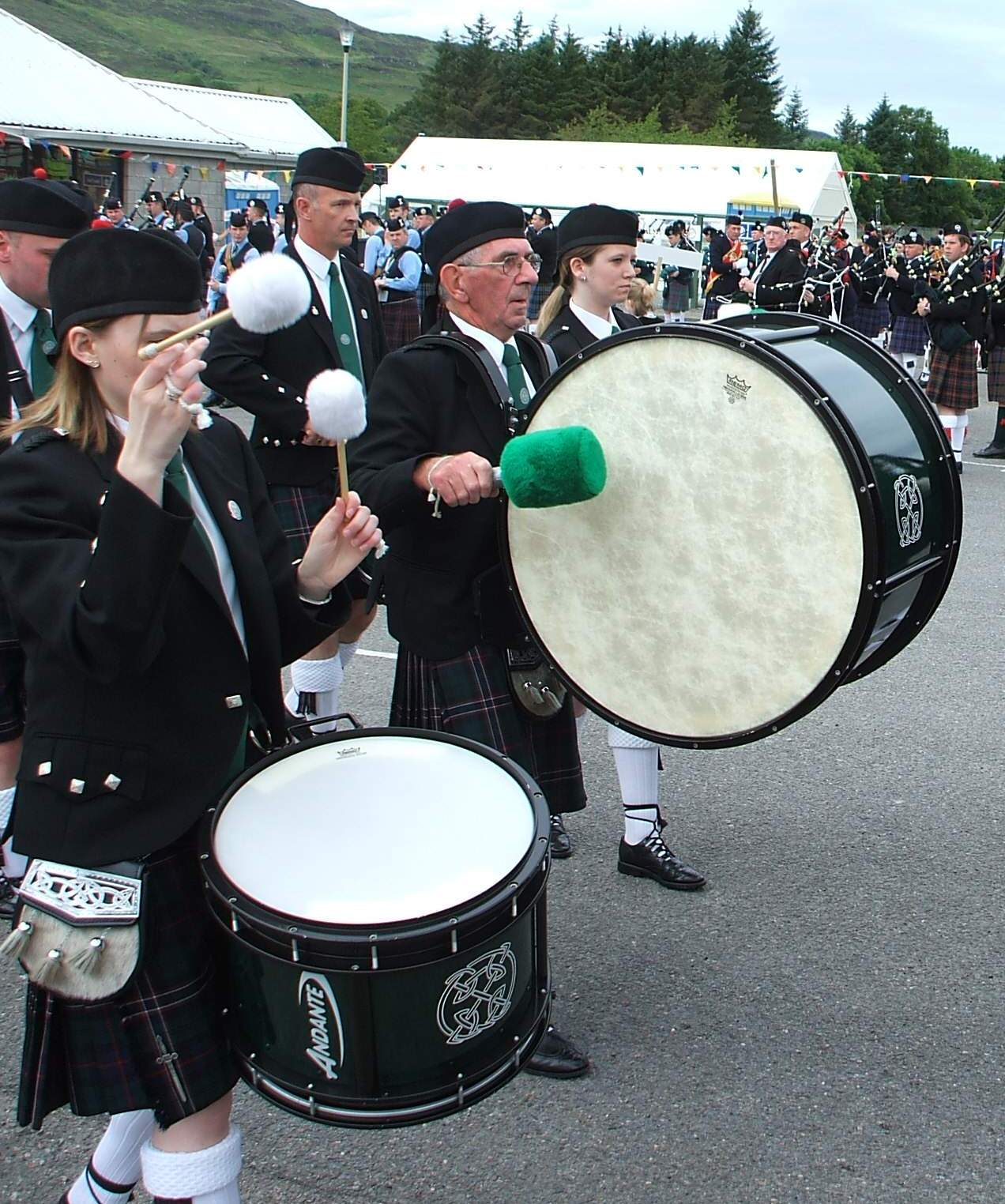
Tenor und Bass Drum

#### Bass Section
Die Bass Section (auch als midsection bezeichnet) besteht aus einigen Tenortrommeln und aus ein bis zwei Großen Trommeln.
Tenor Drums und ihr Spiel in ihrer modernen Form sind eine relativ neue Entwicklung. Während traditionell sogenannte swinging tenors oder flourishing tenors in Pipe Bands zu finden waren, die selten ihre Trommeln spielten, sondern meist nur ihre Stöcke für einen aufwändigen visuellen Effekt schwangen, spielen Tenor-Trommler mittlerweile auf gestimmten Trommeln, deren Tonhöhen gezielt im Arrangement der Instrumente einer Pipe Band eingesetzt werden. Die verschiedenen Tonhöhen helfen dabei, die Dudelsäcke melodisch oder harmonisch zu begleiten, wodurch ein dynamischer Fluss zwischen dem Drum Corps und den Pipes entsteht. In einigen Fällen werden fünf oder sechs Tenortrommler eingesetzt, die eine Palette von individuellen Tonhöhen ermöglichen. Das Schwingen der Trommelstöcke, auch bekannt als „flourishing“, hat sich ein wenig zu einer Kunstform entwickelt, bei der die Trommler unisono oder in aufeinanderfolgenden Bewegungen spielen und schwingen. Tenor Drums werden im Gegensatz zu den Snare Drums, die an einem Tragegestell befestigt werden, meist noch mit Riemen getragen.

## Uniform

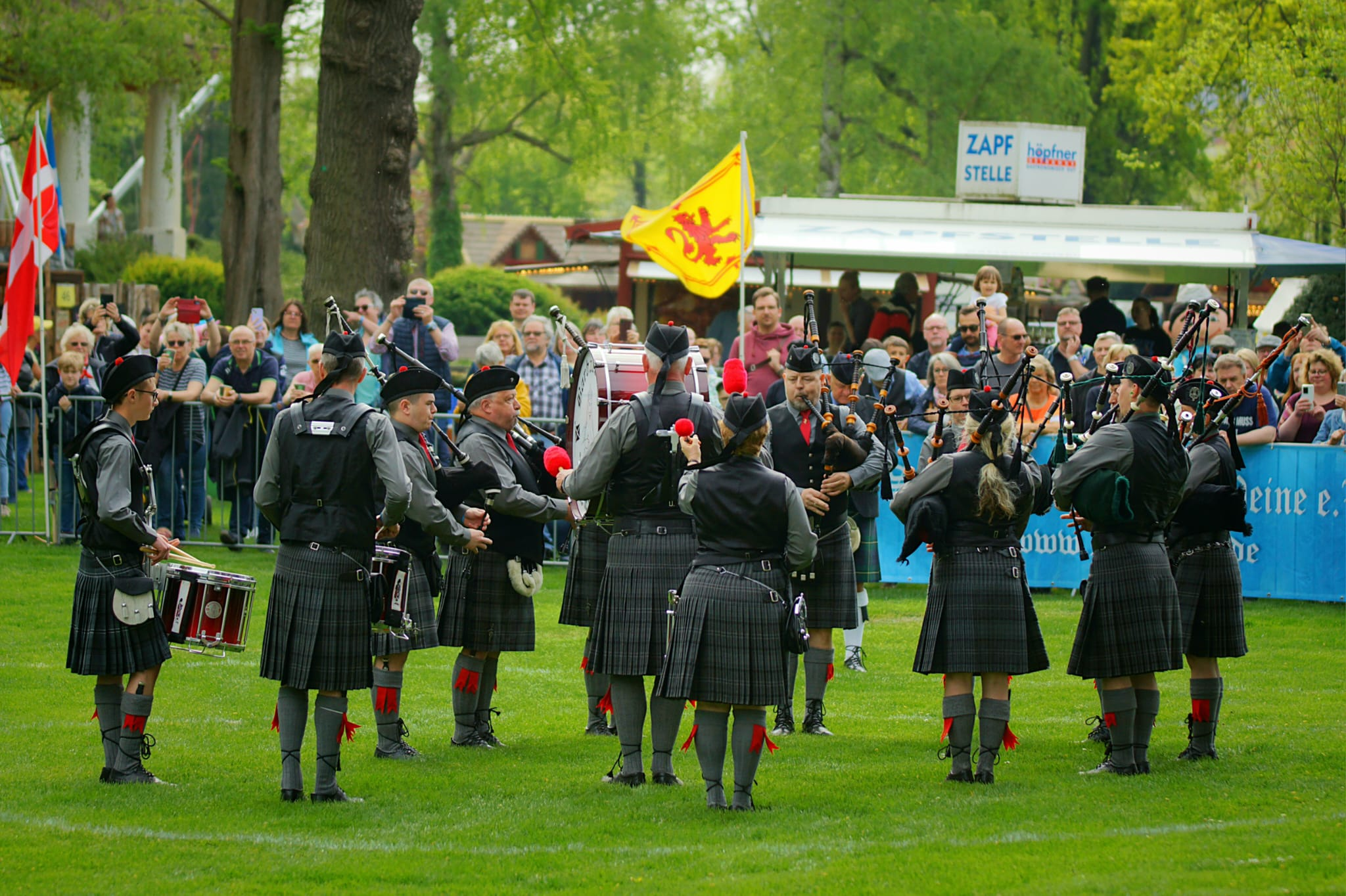
Barbarossa Pipes & Drums

Die Uniformen unterscheiden sich von Band zu Band. Die typische Uniform besteht jedoch traditionell aus Glengarry (Schiffchen), Hemd, Krawatte, Weste, Jacket, Kilt, hohen Kniestrümpfen mit Flashes (Sockenhalter), Sporran und Ghillie Brogues. Viele britische Pipe Bands tragen einen Tartan eines Clans ihrer Heimatregion, oder ein Karomuster, das die Geschichte der Band widerspiegelt. Jacken und Westen sind in der Regel schwarz, und Hemden aus praktischen Gründen manchmal kurzärmelig. Jede Band hat ihre eigene Krawattenfarbe, die mit dem Tartan des Kilts übereinstimmen kann oder manchmal nur eine Komplementärfarbe dazu ist. Bei Wettbewerben ist es wichtig, eine korrekt sitzende Uniform zu tragen. Einige Wettbewerbe haben sogar besondere Kleidervorschriften, z. B. dürfen nur bestimmte Arten von Jacken oder Krawatten getragen werden oder die Krawatten müssen korrekt am Kragen gebunden sein etc.
Pipe Bands tragen auch verschiedene Uniformen, je nach Anlass des Auftrittes. Bei sehr formellen Anlässen müssen Jacken getragen werden, während bei weniger formellen Anlässen keine Jacken, sondern nur die Weste getragen wird. Bei halbformellen Anlässen wird ebenfalls keine Jacke getragen, sondern ein langärmeliges Hemd unter der Weste. Dies erhöht das Formelle des Outfits, verringert aber den Komfort beim Spielen. Gelegentlich wird auch keine Weste getragen, in diesem Fall muss der Hemdsärmel jedoch lang sein.
Die Uniformen der Pipe Majors variieren von denen der anderen Bandmitglieder, um sich von ihnen abzusetzen. Es kann eine traditionelle Tracht der schottischen Highlands getragen werden, die manchmal mit einer Feather Bonnet, ergänzt wird.

## Wettbewerbe
Für viele Pipe Bands weltweit liegt der Fokus ihrer musikalischen Betätigung auf Wettbewerben, auch Competitions genannt. In der Zeit vom Frühjahr bis zum Herbst, treten Pipe Bands weltweit, oft bei Highland Games, an verschiedenen Veranstaltungsorten gegeneinander an. Für die besten Bands gipfelt dies in der Regel in den World Pipe Band Championships, die am 2. Wochenende im August in Schottland stattfinden. Eine typische Saison für kann zehn oder mehr dieser Competitions beinhalten. Europa (besonders Großbritannien und Irland), Nordamerika, Australien und Neuseeland haben aktive wettbewerbsfähige Pipe Bands, aber es gibt konkurrierende Bands auf der ganzen Welt.
Seit der Gründung der Scottish Band Association im Jahr 1930, heute bekannt als Royal Scottish Pipe Band Association (RSPBA), gibt es eine eigene Weltmeisterschaft, die häufig auch als „The Worlds“ bezeichnet wird. Diese findet jährlich im August in Glasgow auf den sogenannten Glasgow Green statt. Für viele Bands ist der Weltmeistertitel sehr begehrt und die Proben eines ganzen Jahres werden auf dieses Ereignis hin ausgerichtet. Die Bands müssen in den meisten Klassen in einer Qualifikationsrunde antreten, die am Vormittag stattfindet. Die besten Bands der Qualifikationsrunden spielen in einer zweiten Veranstaltung am Nachmittag, um einen Gesamtsieger zu ermitteln.
Um zu gewinnen, müssen Bands des Grad 1 in zwei Wettbewerben antreten, einem „MSR“ (March, Strathspey & Reel), der auch als „Set“ bezeichnet wird und aus drei bereits arrangierten Stücken besteht sowie einem sehr offen gehaltenem Medley, welches von der Band ausgewählt und arrangiert wird. Die Regeln für den Medley-Wettbewerb sind sehr frei. Sie erfordern nur einen Zeitrahmen, der zwischen 5:30 und 7 Minuten liegt, und ein Minimum an verschiedenen Taktarten, die gespielt werden müssen. Zusätzlich müssen zu Beginn des Stückes vom Drum Corps, zwei dreitaktige Introrolls gespielt werden (auch bekannt als Attack).
Zusätzlich zu den Auftritten bei den „Worlds“ nehmen die meisten international wettbewerbsfähigen Bands an einer Reihe von Veranstaltungen teil, die in der Regel in den schottischen Sommermonaten stattfinden. Während diese Veranstaltungen meist im Rahmen von Highland Games stattfinden, sind die Bandwettbewerbe in Schottland, Irland und Nordirland oft groß genug, um als eigenständige Veranstaltungen abgehalten zu werden. Die Einstufung und Organisation dieser Veranstaltungen entspricht im Allgemeinen den Weltmeisterschaften und werden in der Regel von der örtlich zuständigen Pipe Band Association veranstaltet.

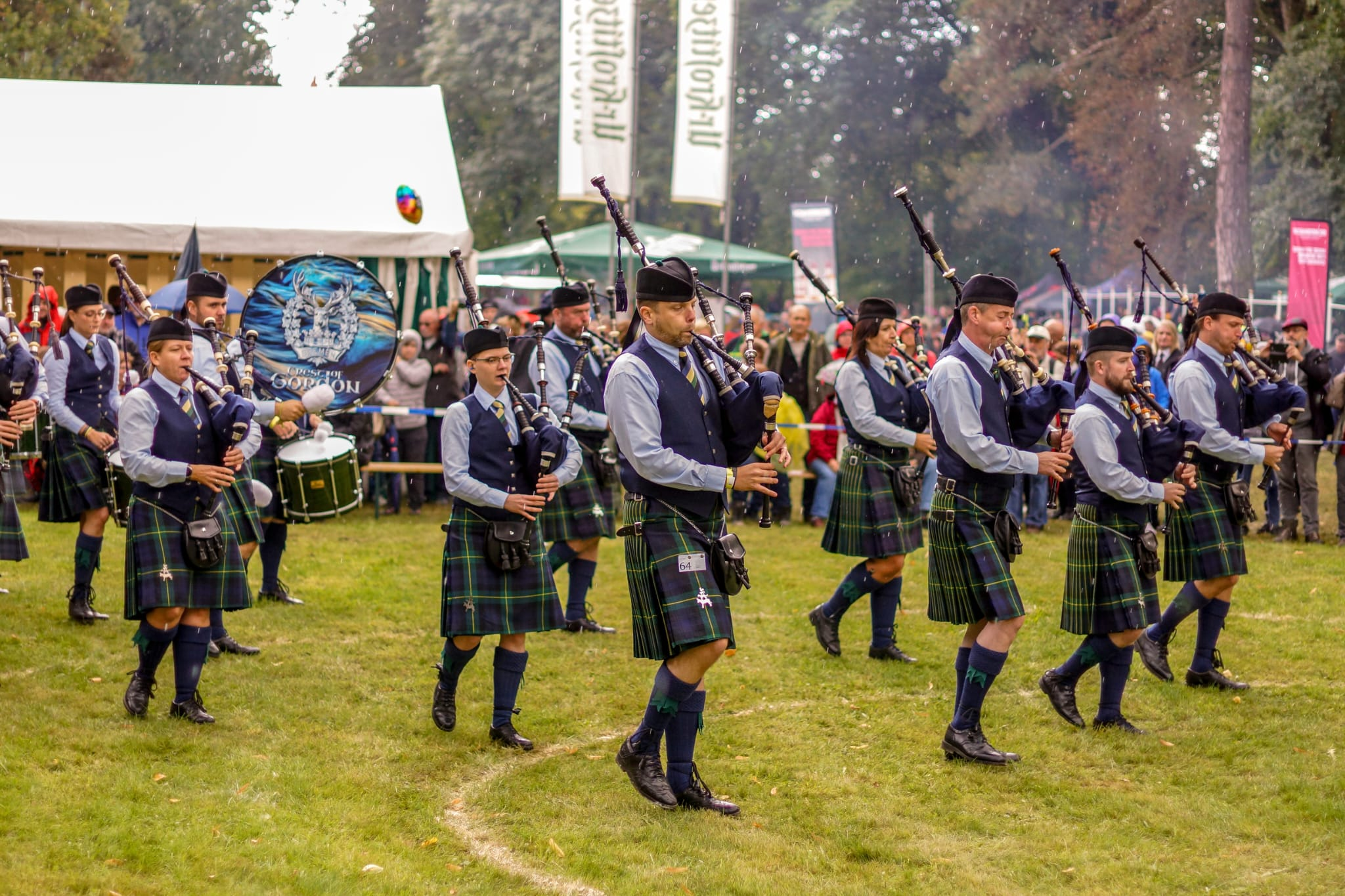
Crest of Gordon Bremen

### System der Bandeinstufung
Die Preise bei den Weltmeisterschaften werden in den folgenden neun Kategorien vergeben:
- Grade 1
- Grade 2
- Grade 3A
- Grade 3B
- Juvenile
- Grade 4A
- Grade 4B
- Novice Juvenile A
- Novice Juvenile B

In den Kategorien Novice Juvenile und Juvenile müssen die Bandmitglieder unter 18 Jahre alt sein, mit Ausnahme eines erwachsenen Musikers, oft ein Ausbilder, der als Pipe Major oder Pipe Sergeant fungieren kann. Die übrigen Kategorien haben keine Altersbeschränkung und basieren stattdessen auf dem Leistungsstand. Die Einstufung und Eignung wird vom National Council und Music Board der RSPBA überwacht. Bands können bei der jährlichen Neueinstufung, die am Ende der Wettbewerbssaison stattfindet, herab- oder heraufgestuft werden. Eine Band kann eine Herabstufung beantragen, muss dann aber an zwei weiteren Wettbewerben in ihrer bestehenden Klasse teilnehmen.
Aus Zeitgründen verwendet die RSPBA die Bezeichnungen „A“ und „B“ in den Graden 3, 4 und Novice Juvenile für größere Wettbewerbe. Dabei werden die Bands nach den Leistungen der Vorjahre gruppiert und können innerhalb ihrer jeweiligen Klasse hochgestuft werden.
Die Einstufungen variieren leicht in anderen Ländern. Zum Beispiel wird in Irland und in Nordamerika der Grade 4B als Grade 5 bezeichnet, und in Australien und Neuseeland gibt es keinen Novice-Grad.

### Wettbewerbe in Deutschland
In Deutschland veranstaltet die Bagpipe Association of Germany e. V. (BAG) gemeinsam mit lokalen Veranstaltern im Laufe des Jahres mehrere Wettbewerbe. Die Saison beginnt Anfang des Jahres mit der Wintercompetition in Bremen. Die Freiluft-Saison startet meist im Mai mit dem Highland Gathering in Peine, gefolgt von Wettbewerben in Xanten im Juni und im Angelbachtal im Juli. Im September findet eine Veranstaltungen in Trebsen und ein Wettbewerb in Wuppertal statt. Die Ergebnisse der vier Wettbewerbe in Peine, Xanten, Angelbachtal und Trebsen zählen zu den BAG All-German-Championships, mit denen die besten Pipe Bands der Saison ermittelt werden.
Je nach Veranstaltung finden Wettbewerbe für Einzelinstrumente und Pipe Bands statt. Für Pipe Bands gibt es Wettbewerbe für Quintetts und komplette Pipe Bands in der Kategorie Selection. Diese beinhaltet ein Medley bestehend aus March, Strathspey, Reel, Slow Air, Hornpipe, Jig in beliebiger Reihenfolge bei einer Dauer zwischen 4 und 7 Minuten, je nach Einstufung der Band. Eine weitere Kategorie ist der March, Strathspey & Reel (MSR). Die Besetzung der Quintetts ist 3 Piper, 1 Snare Drummer, 1 Bass oder Tenor Drummer. Die Minimalbesetzung bei Pipe Bands ist 6 Piper, 2 Side Drummer, 1 Bass Drummer.

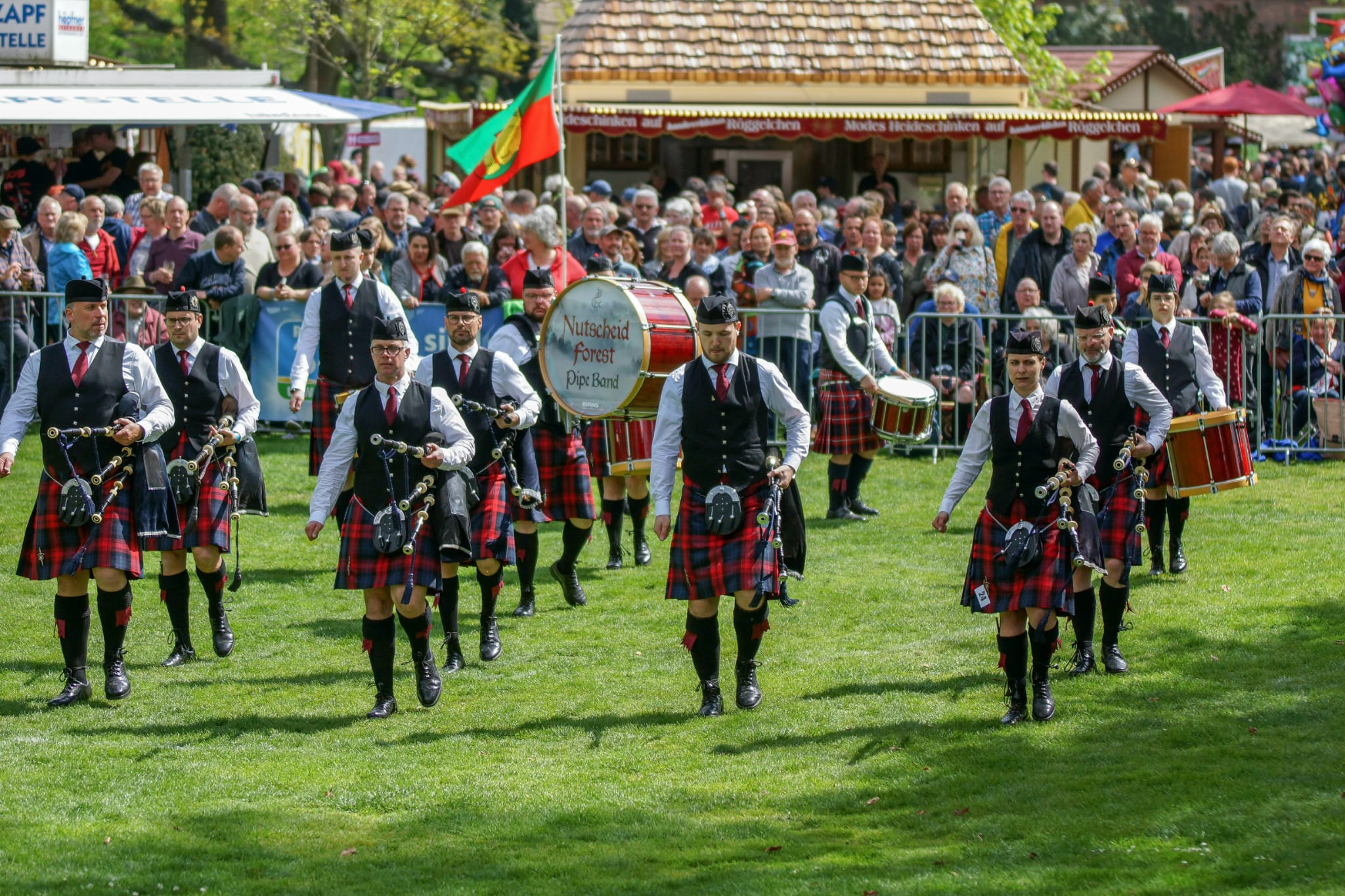
Nutscheid Forest Pipe Band beim Highland Gathering in Peine

#### Bandeinstufung in Deutschland
Die Bandeinstufung in Deutschland reicht von Grad 5 (Beginner) bis Grade 1 als höchste Klasse und wird von der deutschen Bagpipe Association of Germany e. V. überwacht.

#### Solowettbewerbe Pipes
Wettbewerbe finden in den Kategorien Light Music (Slow March, Slow Air, March, Strathspey/Reel, MSR, Hornpipe/Jig, Medley) und Piobaireachd (Ground/Urlar oder Piobaireachd) statt. Die Einstufungen in den Wettbewerben reichen von Practice Chanter über die Grade 5 bis 1 hin zum OpenGrade.

#### Solowettbewerbe Drums
Wettbewerbe finden für Snare-, Tenor- und Bass Drum in den Kategorien March (2/4, 3/4, 4/4, 6/8), MSR und Hornpipe/Jig statt. Die Einstufung der Snare Drummer geht von Beginner über Intermediate und Intermediate Plus bis hin zu Advanced. In der midsection kann man in den Graden Beginner und Open antreten.

## Auftritte außerhalb von Wettbewerben

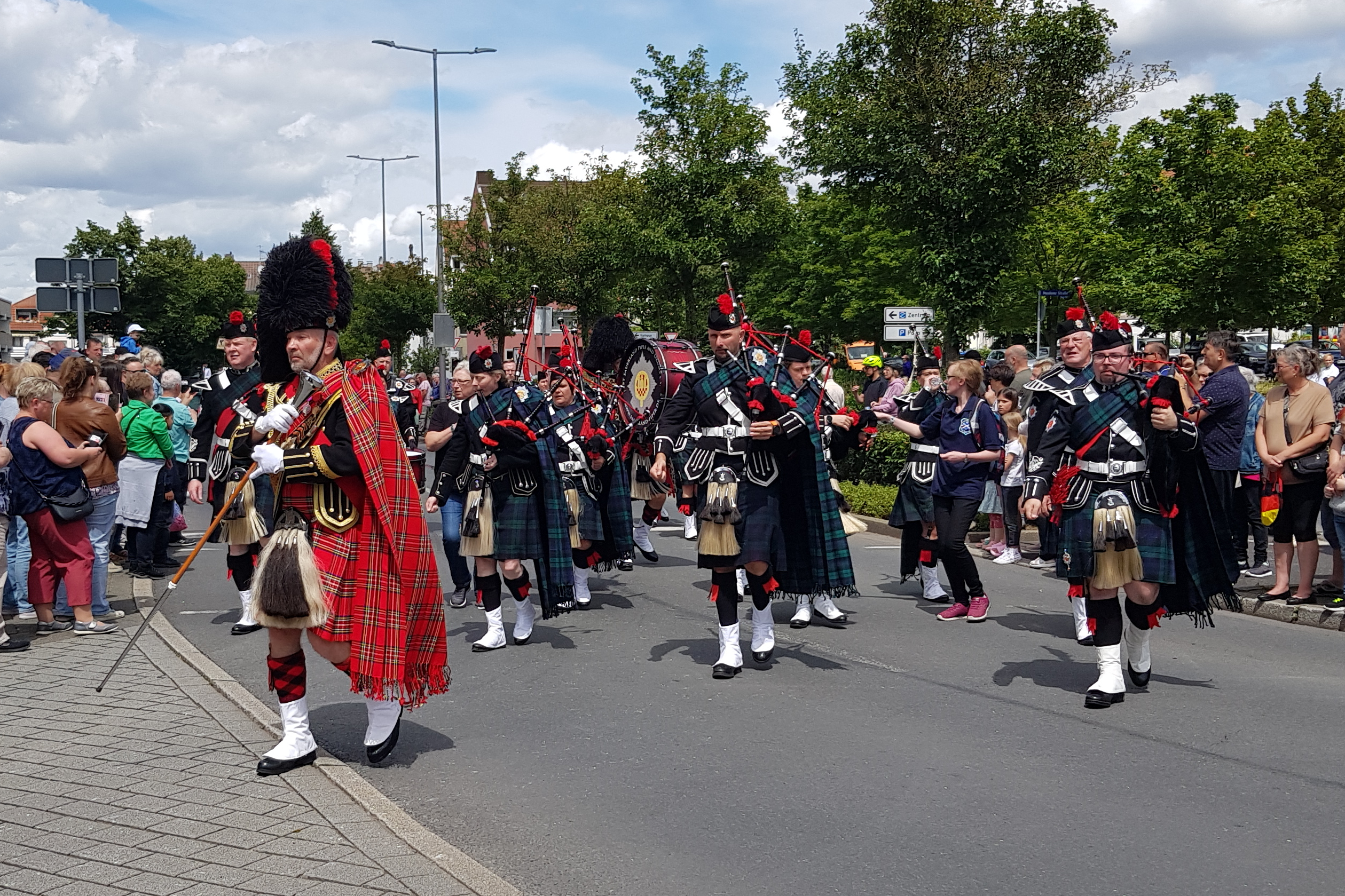
„1st Sauerland Pipes and Drums“ beim Festumzug 2024 des Iserlohner Bürger-Schützen-Vereins 1705

Viele Pipe Bands treten auch hauptsächlich bei Paraden und anderen öffentlichen Veranstaltungen auf. Diese Bands werden manchmal als Street Bands oder Parade Bands bezeichnet. Einige militärische Pipe Bands fallen ebenfalls in diese Kategorie und spielen bei Regimentsveranstaltungen anstelle von Wettbewerben oder Konzerten.
In jüngster Zeit sind Konzertauftritte immer beliebter geworden. Die rein musikalische Natur dieser Veranstaltungen ermöglicht die Interpretation von weniger traditionellem Repertoire und bietet die Möglichkeit, sich einer breiten Öffentlichkeit zu präsentieren.
Im Jahr 1977 entstand mit dem schottischen Pipe Major Tony Wilson und der Campbeltown Pipe Band der Dudelsackpart der von Paul McCartney geschriebenen und mit Denny Laine vollendeten Musikstücks Mull of Kintyre der Band Wings.

## Bagad

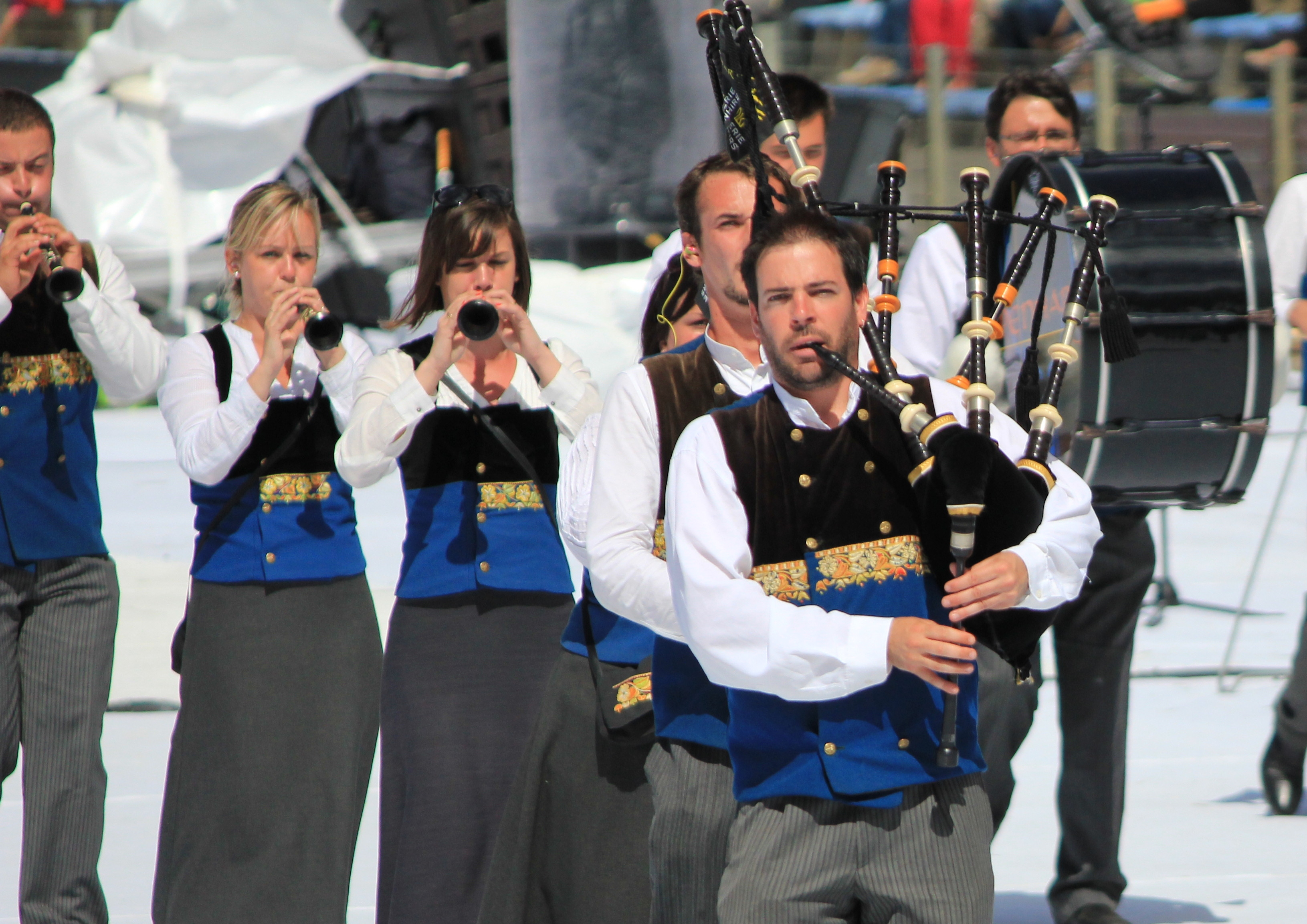
Bagad Penhars aus Quimper, mit Dudelsäcken, Bombarden und Trommeln

Eine weniger bekannte Art der Pipe Band, die das Pipe Band-Genre erweitert hat, ist der Bagad, eine bretonisches Kultur. Bagads entstanden in den dreißiger Jahren, um dem voranschreitenden Verfall der lebendigen bretonischen Volkstradition entgegenzuwirken.
Ein moderner Bagad (Plural Bagadoù) besteht aus einem biniou braz (bretonischer Dudelsack), einer Bombarde-Sektion, einem Trommelkorps und weiteren Musikinstrumenten. Übliche Ergänzungen sind Klarinetten, Blechblasinstrumente (oft Trompeten oder Saxophone), Gitarren und andere Formen von Dudelsäcken.
Die bretonische Dudelsacktradition wurde durch das schottische Vorbild inspiriert und hat sich seit der Mitte des 20. Jahrhunderts entwickelt. Ein Bagad spielt hauptsächlich bretonische Musik, jedoch experimentiert man bei jedem jährlichen nationalen Wettbewerb mit neuen Formen und musikalischen Ideen. Größere Wettbewerbe finden jährlich in Brest und in Lorient statt, wo die nationale Meisterschaft während des Festival Interceltique de Lorient wird.